# بریویل (ویرجینیای غربی)
بریویل (به انگلیسی: Berryville) یک منطقهٔ مسکونی در ایالات متحده آمریکا است که در شهرستان مورگان، ویرجینیای غربی واقع شده‌است.